# Новотроицк (Саргатский район)
Новотро́ицк — село в Саргатском районе Омской области. Административный центр Новотроицкого сельского поселения.

## История
Основано в 1892 году. В 1928 году посёлок Ново-Троицкий состоял из 98 хозяйств, основное население — русские. В административном отношении являлся центром Ново-Троицкого сельсовета Саргатского района Омского округа Сибирского края.

## Население
| 1926 | 2010 |
| ---- | ---- |
| 539  | ↗804 |

## Улицы
| - ул. 23 Партсъезд, - ул. 30 лет Победы, - ул. Молодёжная, - ул. Набережная, | - ул. Профильная, - ул. Садовая, - ул. Центральная, - ул. Юбилейная. |